# Hasan & Ibrahim
Hassan Ignatov e Ibrahim Ignatov  (Búlgaro: Хасан Игнатов и Ибрахим Игнатов, Shumen, Bulgária, 15 de Dezembro de 2003) são um duo búlgaro. Irão representar a Bulgária no Festival Eurovisão da Canção Júnior, juntamente com Krisia Todorova, no Festival Eurovisão da Canção Júnior 2014 com a canção "Planetata na detsata".